# Somerset Maxwell (10e baron Farnham)
Somerset Henry Maxwell, 10e baron Farnham (7 mars 1849 - 22 novembre 1900) est un pair représentant irlandais et un baronnet de la Nouvelle-Écosse.

## Biographie
Il est le fils de Richard Thomas Maxwell et le petit-fils de Henry Maxwell (6e baron Farnham). Il épouse Florence Jane Taylour, fille de Thomas Taylour (3e marquis de Headfort) et Amelia Thompson, le 5 août 1875. Il est capitaine et major honoraire du 4e bataillon des Royal Irish Fusiliers de la princesse Victoria et lieutenant du 98e régiment. En novembre 1880, il dirige une force de secours des orangistes du comté de Cavan pour sauver la récolte du capitaine Boycott de Lough Mask, dans le comté de Mayo, qui était mis à l'écart par la communauté catholique locale. Cela a entraîné la création de la Property Defence Association pour protéger les moyens de subsistance des propriétaires fonciers .
À la mort de son oncle James, il devient le 26 octobre 1896 10e baron Farnham et 13e baronnet de Calderwood.
Il est nommé haut-shérif de Cavan en 1877 et Lord Lieutenant de Cavan en 1900, mais meurt peu de temps après le 22 novembre 1900. Dans son testament, il lègue les articles du musée de Farnham en fiducie à la Royal Dublin Society, et son télescope astronomique pour des utilisations dans l'intérêt de la science astronomique .
Il est remplacé par son fils Arthur Maxwell (11e baron Farnham), après que son fils aîné Barry Maxwell ait été tué dans un accident de vélo .